# Canto do Buriti
Canto do Buriti é um município brasileiro do estado do Piauí. Localiza-se a uma latitude 08º06'36" sul e a uma longitude 42º56'40" oeste, estando a uma altitude de 269 metros.

## História
As terras do atual município começaram a ser povoadas graças à exploração da borracha, quando famílias oriundas de São João do Piauí fixaram residência no local. Logo surgiu um povoado que foi chamado de Guaribas. Em 1915, foi elevado a município com o nome de vila Canto do Buriti. Com a decadência da borracha, o município perdeu sua autonomia, anexando-se ao território de São João do Piauí, em 1931. Em 1938, restaurou sua autonomia, sendo elevada a cidade.
A vila de Canto do Buriti, após a inauguração, sofreu o impacto da queda brusca da maniçoba, prejudicando sua economia. A sua recuperação se deve ao esforço empregado no desenvolvimento da agricultura e da pecuária. Deve-se isso à sua elevação à categoria de cidade, em 15 de dezembro de 1938.
Em tempos atuais, a economia é fortalecida principalmente com a agricultura, como por exemplo da cana de açúcar, milho, melão, manga e de outras culturas. Além disso a pecuária e a apicultura estão em outros pontos como fonte econômica. A exploração de comércios de pequeno e grande porte, vem conduzindo novas ofertas de trabalho na cidade.
Como outras cidades interioranas piauienses, Canto do Buriti é marcado pelas grandes festas nas épocas juninas e em fim de ano, atraindo milhares de pessoas de cidades vizinhas e até de outros estados com grandes atrações nacionais e internacionais.

## Política
A administração municipal se dá pelos Poderes Executivo e Legislativo. O representante do Poder Executivo de Bom Jesus eleito nas eleições municipais em 2016 foi Marcos Nunes Chaves, do Progressistas (PP), tendo Marcus Fellipe Nunes Alves como vice-prefeito. O Poder Legislativo, por sua vez, é constituído pela câmara, composta por 11 vereadores eleitos para mandatos de quatro anos.

## Cultura
Sant'Ana é a padroeira do município, ocorrendo no mês de Julho, os festejos da cidade que se iniciam no dia 17 seguindo até o dia 26, o dia da festa da padroeira. Nesse mês ocorrem diversas atividades religiosas na Igreja Matriz. Após as missas noturnas, também ocorrem várias atividades comemorativas que são desenvolvidas pela própria Paróquia num espaço na praça da cidade. Além da programação religiosa, nesse mesmo mês, ocorrem também diversas festas com bandas do cenário regional e nacional.
Todos os anos no período entre junho e julho, acontece no município o tradicional Encontro de Folguedos, sendo o 2º maior Festival de Quadrilhas Juninas do estado do Piauí, no qual ocorrem diversas apresentações culturais, musicais e a disputa no qual se apresentam diversas quadrilhas do nosso estado e também de estados vizinhos.